# Madeleine L’Engle
Madeleine L’Engle (geboren als Madeleine L'Engle Camp; * 29. November 1918 in New York; † 6. September 2007 in Litchfield, Connecticut, USA) war eine US-amerikanische Autorin zahlreicher Bücher für Kinder und Erwachsene.
Ihr berühmtestes Werk Die Zeitfalte (engl. A Wrinkle in Time, 1962) kombiniert Science-Fiction mit Fantasy-Elementen und wurde mehrfach adaptiert und ausgezeichnet.
Für ihr Lebenswerk wurde Madeleine L’Engle 2017 posthum in die Science Fiction Hall of Fame aufgenommen.

## Leben
Madeleine L’Engle wuchs als Tochter des Journalisten und Autors Charles Wadsworth Camp und der Pianistin Madeleine Hall Barnett Camp auf.
L’Engle zog im Alter von zwölf Jahren mit ihren Eltern nach Europa und lebte in Frankreich und der Schweiz, wo sie ihre Schulzeit in Internaten verbrachte. Von der Luft der französischen und Schweizer Alpen versprachen sich ihre Eltern Linderung der Beschwerden ihres Vaters, der sich im Ersten Weltkrieg eine Verätzung der Lungen mit Senfgas zugezogen hatte.
Zwei Jahre später kehrten sie nach South Carolina in die USA zurück, wo Madeleine Ashley Hall in Charleston, wiederum ein Internat besuchte, und nach dem Tod ihres Vaters am Smith College Englisch studierte. 1941 erlangte sie dort ihren Abschluss mit Auszeichnung. Während ihres Aufenthalts am College schrieb L'Engle bereits Theaterstücke und Kurzgeschichten.
Die junge Collegeabsolventin zog nach Greenwich Village, wo sie kurzzeitig als Schauspielerin am Theater arbeitete und dort ihren späteren Ehemann, den Schauspieler Hugh Franklin kennenlernte.
1945 erschien L’Engles erster Roman The Small Rain, den sie mehr oder weniger hinter der Bühne und zwischen den Proben schrieb, gefolgt von Ilsa (1946). Nach ihrer Hochzeit zog sich L’Engle vom Theater zurück und hatte nun mehr Zeit, sich voll und ganz auf die Schriftstellerei zu konzentrieren. Allerdings wurden nach den anfänglichen Erfolgen die meisten der nachfolgenden Manuskripte von den Verlegern zurückgewiesen. L’Engle brachte in dieser Zeit ihr erstes Kind, ihre Tochter Josephine, zur Welt.
Nachdem 1952 auch ihr Mann dem Theater den Rücken gekehrt hatte, kauften sie ein Farmhaus in Connecticut und hielten sich mit dem Betrieb eines kleinen Ladens recht gut über Wasser. Die Familie adoptierte ein Mädchen, Maria, und L’Engle bekam noch einen Sohn, Bion.
Neben den täglichen Aufgaben im Geschäft und der Erziehung ihrer drei kleinen Kinder fand Madeleine L’Engle bestenfalls nachts die Zeit, ihrer großen Passion nachzugehen, dem Schreiben. Nachdem 1957 lediglich A Winter’s Love erschienen war, wollte sie das Schreiben wegen der Belastung und der ständigen Ablehnung seitens der Verleger entnervt aufgeben, was sie jedoch bald verwarf.
1960 veröffentlichte L’Engle das Kinderbuch Meet the Austins (Wir Austins) – erneut nach langer Zeit der Zurückweisung. Es wurde später eines ihrer beliebtesten Bücher. Zu dieser Zeit entschieden sich L’Engle und Franklin, nach New York zurückzukehren, wo L’Engle sich wieder voll auf das Schreiben konzentrieren konnte.
Schließlich erschien 1962 das Buch, das zweifellos den Grundstein ihres Erfolgs darstellte: A Wrinkle in Time (deutsche Ausgaben unter dem Titel Die Zeitfalte, auch Spiralnebel 101 und Das Zeiträtsel). Nachdem L’Engle die Geschichte den Verlegern zweieinhalb Jahre lang vergeblich angeboten hatte, bescherte ihr dieses Buch 1963 die begehrte Newbery Medal – eine große Genugtuung. Der Schriftsteller Dan Brown sagte der New York Times, durch die Lektüre des Buches sei ihm erstmals die „Magie des Geschichtenerzählens“ und die „Macht des gedruckten Wortes“ bewusst geworden.
Durch den Erfolg, ihre Rückkehr nach New York und ihre Arbeit als Bibliothekarin der Cathedral of St. John the Divine beflügelt, schrieb L’Engle in den kommenden Jahren besonders viel, wobei sie auch die beliebte Austin-Serie fortsetzte (The Moon by Night, 1963 und The Young Unicorns, 1968). Bis 1989 folgten auch weitere Romane, die an die Geschehnisse in Die Zeitfalte anknüpften. L'Engles Mann kehrte zur Schauspielerei zurück und wurde der Star der Seifenoper All My Children.
Von nun an schrieb Madeleine L’Engle ungebremst. Auch der Verlust ihres Ehemannes, der am 26. September 1986 einer Krebserkrankung erlag, konnte sie nicht aufhalten.
Erst der Tod ihres Sohnes Bion am 17. Dezember 1999 nahm sie so stark mit, dass ihre Arbeit fast zum Erliegen kam. Bion, realer Pate mehrerer zentraler Figuren ihres Gesamtwerks, starb angeblich an den Folgen seines Alkoholmissbrauchs. Dies wurde von L’Engle stets heftig bestritten. Hinzu kam, dass L’Engle sich in den letzten Jahren zwei Operationen an der Hüfte unterziehen musste und außerdem 2002 einen Schlaganfall erlitt.
Nachdem Madeleine L’Engle zunächst im Kreis ihrer Familie in New York City lebte, zog sie Anfang 2007 aufgrund ihres schlechter werdenden Gesundheitszustands in eine Pflegeeinrichtung in der Nähe ihrer Tochter Josephine nach Nord-Connecticut.
Im September 2007 starb L’Engle im Alter von 88 Jahren.

## Werk
Madeleine L’Engles literarische Vorbilder sind L. Frank Baum (Der Zauberer von Oz), Lucy Maud Montgomery (Anne auf Green Gables) sowie vor allem George MacDonald (Lilith), den sie in jungen Jahren las, was sie später als beeindruckendes Erlebnis schildert.
Als Kind wurde L’Engle von einem Internat ins nächste geschickt und dort von ihren Klassenkameradinnen ausgegrenzt. Dies führte dazu, dass viele ihrer Geschichten von glücklichen, starken Familien handeln und von den Mühen von Außenseitern, sich zu integrieren. Auch ihr enormes Interesse an den Naturwissenschaften fand Eingang in ihre Erzählungen. Speziell die Murry-O’Keefes Erfolgsserie, mit A Wrinkle in Time als Ausgangspunkt, zeigt ihr Interesse an Quanten- und Astrophysik, Chaostheorie und Humangenetik.
Ab den 1970er-Jahren fällt ein immer mehr an Bedeutung gewinnender Bezug auf christliche Motive in ihren Werken auf. Die fiktionalen Veröffentlichungen mischen sich mit Gedicht- und Gebetsbänden. Auch in den Romanen tauchen häufiger Figuren aus der Bibel auf.
Kennzeichnend für die über 60 veröffentlichten Bücher ist damit vor allem eine ungewöhnliche Bandbreite der Themen: Science-Fiction, Mystery, Abenteuer, Gedichte, Gebete, biblische Geschichten, Theaterstücke, theologische Essays – vieles davon Werke für Kinder, einige für junge Erwachsene, jedoch auch Texte für alle Altersgruppen.
Darüber hinaus bestehen zwischen einer Vielzahl ihrer Werke inhaltliche, genreübergreifende Verbindungen. Viele Charaktere aus unterschiedlichen Büchern oder Buchreihen tauchen immer wieder auf und haben oft erheblichen Einfluss auf das Leben der Protagonisten in anderen Buchserien. So fügt sich alles, Kinderbuch wie Erwachsenenroman, zu einem komplexen Gesamtwerk mit großer Tiefe zusammen.
Für ihre Arbeit erhielt sie zahlreiche Preise und Auszeichnungen. Ausgerechnet das höchst-dekorierte Buch, A Wrinkle in Time, wurde 1985 und 1990 aus den Bibliotheken zweier amerikanischer Grundschulen entfernt. Begründung: Zum einen werbe das Buch für Hexerei, Kristallkugeln und Dämonen, im anderen Fall beklagten besorgte Eltern, dass der Name Jesus Christus in einem Atemzug mit den Namen großer Künstler, Philosophen, Wissenschaftler und geistlicher Führer, im Zusammenhang mit dem Kampf gegen das Böse genannt wurde. Dies blieben jedoch Einzelfälle.
Trotz L’Engles jahrzehntelanger Ablehnung gestattete sie den Disney-Studios schließlich doch die Verfilmung zweier ihrer Bücher. Zunächst entstand 2002 der Fernsehfilm A Ring of Endless Light (Die Stimme des Meeres), zwei Jahre darauf sendete der Disney-Channel schließlich seine Fassung von A Wrinkle in Time. Madeleine L’Engle äußerte sich enttäuscht über das Ergebnis.

## Auszeichnungen
- 1963: Newbery Medal für A Wrinkle in Time
- 1997: World Fantasy Award für das Lebenswerk
- 1998: Margaret A. Edwards Award der American Library Association für große Verdienste in der Jugendliteratur
- 2017: Science Fiction Hall of Fame, postume Aufnahme

## Bibliografie
Murry-Familie (Kairos-Romanzyklus)
- A Wrinkle in Time (1962)
  - Deutsch: Spiralnebel 101 : Eine mehr als abenteuerliche Geschichte. Übers. Martha Johanna Hofmann. Claudius-Verlag, München 1968. Auch als: Die Zeitfalte. Übers. Wolf Harranth. Thienemann, Stuttgart 1984 ISBN 3-522-13890-2. Auch als dtv-Junior #70127, 1988, ISBN 3-423-70127-7.
- A Wind in the Door (1973)
  - Deutsch: Der Riss im Raum. Übers. Wolf Harranth. Thienemann, Stuttgart 1985 ISBN 3-522-13970-4. Auch als dtv-Junior #70160, 1989 ISBN 3-423-70160-9
- A Swiftly Tilting Planet (1978)
  - Deutsch: Durch Zeit und Raum. Übers. Wolf Harranth. Thienemann, Stuttgart 1985 ISBN 3-522-16030-4. Auch als dtv-Junior #70179, 1989 ISBN 3-423-70179-X
- Many Waters (1986)
  - Deutsch: Die große Flut. Übers. Wolf Harranth. Thienemann, Stuttgart 1989 ISBN 3-522-16570-5. Auch als dtv-junior #70247, 1992 ISBN 3-423-70247-8

O’Keefe-Familie (Kairos-Romanzyklus)
- The Arm of the Starfish (1965)
- Dragons in the Waters (1976)
- A House Like a Lotus (1984)
- An Acceptable Time (1989)

Austin-Familie (Zyklus)
- Meet the Austins (1960)
  - Deutsch: Wir Austins. Übers. Lena Stepath. Klopp, Berlin 1963. Auch als Ravensburger Taschenbuch #114.
- The Moon by Night (1963)
  - Deutsch: Der Mond über den Hügeln. Übers. Inge M. Artl. Ueberreuter, Wien & Heidelberg 1967.
- The Twenty-Four Days Before Christmas: An Austin Family Story (1964)
- The Young Unicorns (1968)
- The Anti-Muffins (1980)
- A Ring of Endless Light (1980)
- Troubling a Star (1994)
- Miracle on 10th Street (1998)
- A Full House: An Austin Family Christmas (1999)

Romane
- The Small Rain (1955)
- Ilsa (1946)
- And Both Were Young (1949)
  - Deutsch: Philippa. Übers. Edith Kranz-Russell. Boje-Verlag, 1956
- Camilla Dickinson (1965)
  - Deutsch: Camilla. Übers. Inge M. Artl. Ueberreuter, Wien 1971, ISBN 3-8000-2629-5
- A Winter’s Love (1957)
- The Love Letters (1966)
- The Journey with Jonah (1968)
- Prelude (1972)
- The Other Side of the Sun (1972)
- Dragons in the Waters (1976)
- A Severed Wasp (1984)
- A House Like a Lotus (1984)
- Many Waters (1986)
- An Acceptable Time (1989)

Kurzgeschichten
- Poor Little Saturday (1956)
- The Black Thing (1962)
- Pakko’s Camel (1982)
- The Sphinx at Dawn (1982)
- The One Hundred and First Miracle (1983)
- The Connecticut Eskimo (1991)

Stücke
- 18 Washington Square, South (1940)
- How Now Brown Cow  (1949, mit Robert Hartung)
- The Journey with Jonah (1967, Uraufführung 1970)

Gedichte
- Lines Scribbled on an Envelope and Other Poems (1969)
- Weather of the Heart (1978)
- A Cry Like a Bell (1987)

Kinderbücher
- Dance in the Desert (1969)
- Everyday Prayers (1974)
- Prayers for Sunday (1974)
- Ladder of Angels: Scenes from the Bible Illustrated by Children of the World (1979)
- The Glorious Impossible (1990)

Essays und Sonstiges
- A Circle of Quiet (1972)
- The Summer of the Great-Grandmother (1974)
- The Irrational Season (1977)
- Walking on Water (1982)
- And It Was Good: Reflections on Beginnings (1983)
- Dare to Be Creative (1984)
- Trailing Clouds of Glory: Spiritual Values in Children’s Literature (1985, mit Avery Brooke)
- A Stone for a Pillow (1987)
- Two-Part Invention: The Story of a Marriage (1988, Autobiografie)
- Sold into Egypt: Joseph’s Journey into Human Being (1989)